# Ђуро Марић
Ђуро Марић (Мркоњић Град, 22. јун 1949 – Бања Лука, 21. септембар 2015) био је редовни професор на Природно-математичком факултету у Бањој Луци (на одсеку за географију), те на Филозофском факултету у Источном Сарајеву, бивши предсједник Географског друштва Републике Српске и уредник часописа „Гласник - Хералд“.

## Биографија
Рођен је 1949. године у Мркоњић Граду. Завршио је Учитељску школу и дипломирао на Одсјеку за географију Природно-математичког факултета у Сарајеву 1973. године. На истом факултету је магистрирао 1980. и докторирао 1989. У периоду од 1973. до 1985. је предавао географију у Машинском школском центру у Сарајеву, а затим је почео да ради као асистент на Природно-математичком факултету. За доцента је изабран 1990. године. Био је спољни сарадник Педагошке академије у Бањој Луци од 1989. до 1992, а касније се и запослио у овој установи. Такође је предавао на Филозофском факултету у Бањој Луци од 1994. до 1996, а потом и на ПМФ, гдје је 2003. изабран за редовног професора. Радио је и као редовни професор на Филозофском факултету у Источном Сарајеву.
Учествовао је у изради Просторног плана Републике Српске. Објавио је преко 80 научних и стручних радова.
Преминуо је у Бањој Луци након дуге и тешке болести 21. септембра 2015. године.